# Искра Грабуловска
Искра Борисова Спирова Грабуловска-Грабул (на македонска литературна норма: Искра Грабуловска) е художничка и архитектка от Република Македония. Най-известната ѝ творба е мемориалът „Илинден“ в Крушево.

## Биография
Родена е в 1936 година. Тя е дъщеря на Борис Спиров – лекар, български и югославски комунистически деец и политик, председател на Народното събрание на Народна Република Македония през 1946 - 1947 година. Искра е и голям привърженик на Сатия Сай Баба и превежда няколко негови книги. В културната и художествената общественост в Република Македония тя оставя бележити авторски следи като архитектка, сред които най-известна е в съавторство със съпруга си, скулптор Йордан Грабуловски, на мемориалът „Илинден“ в Крушево.
Умира на 14 септември 2008 година в Скопие, където е погребана.
Със съпруга си Йордан Грабуловски имат дъщеря Лира Грабуловска - известна хореографка.